# Mollenstorf
Mollenstorf is een plaats en voormalige gemeente in de Duitse deelstaat Mecklenburg-Voor-Pommeren en maakt deel uit van de gemeente Penzlin in het district Mecklenburgische Seenplatte.
Mollenstorf telt 248 inwoners.

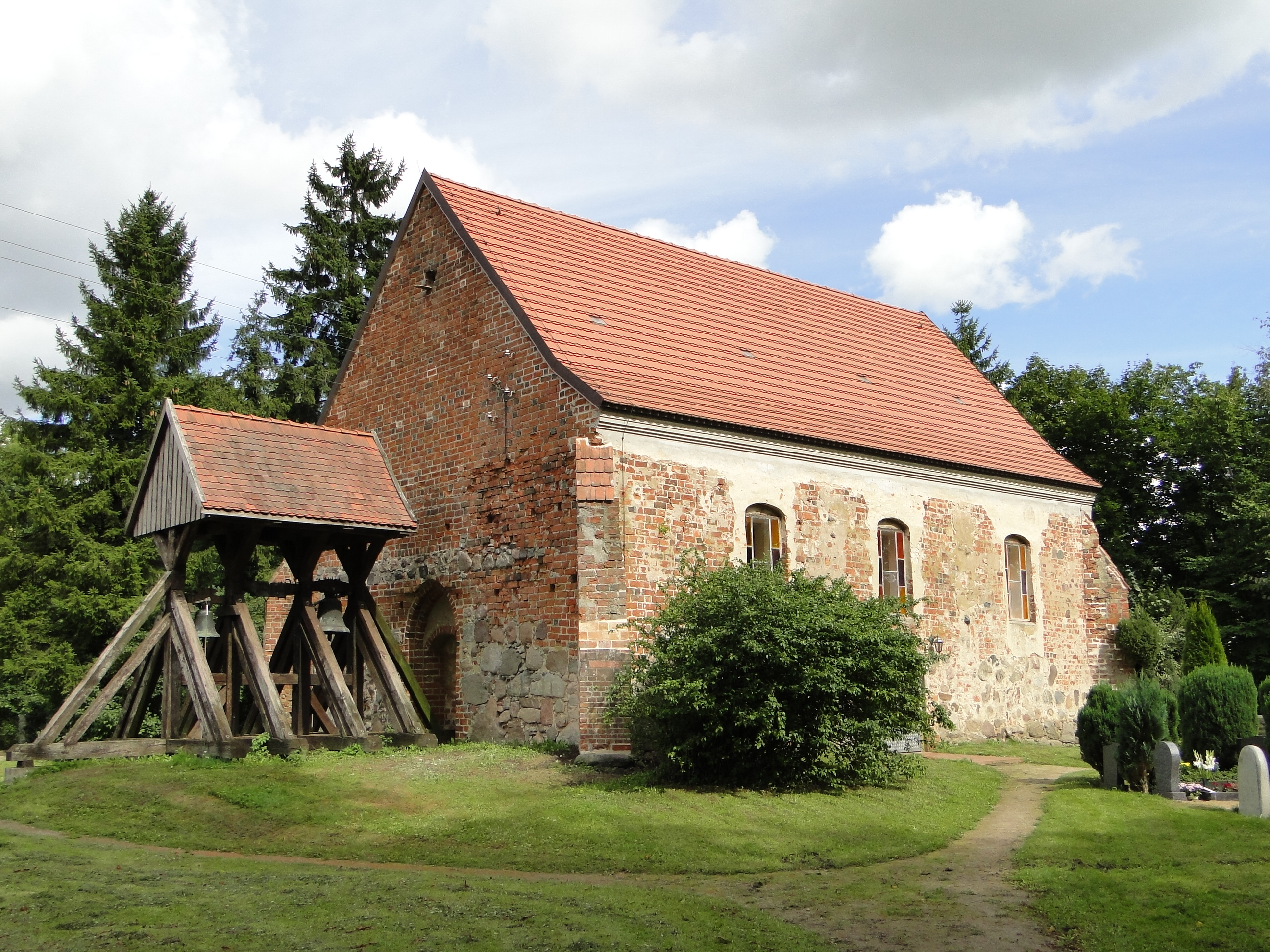
Kerk van Mollenstorf
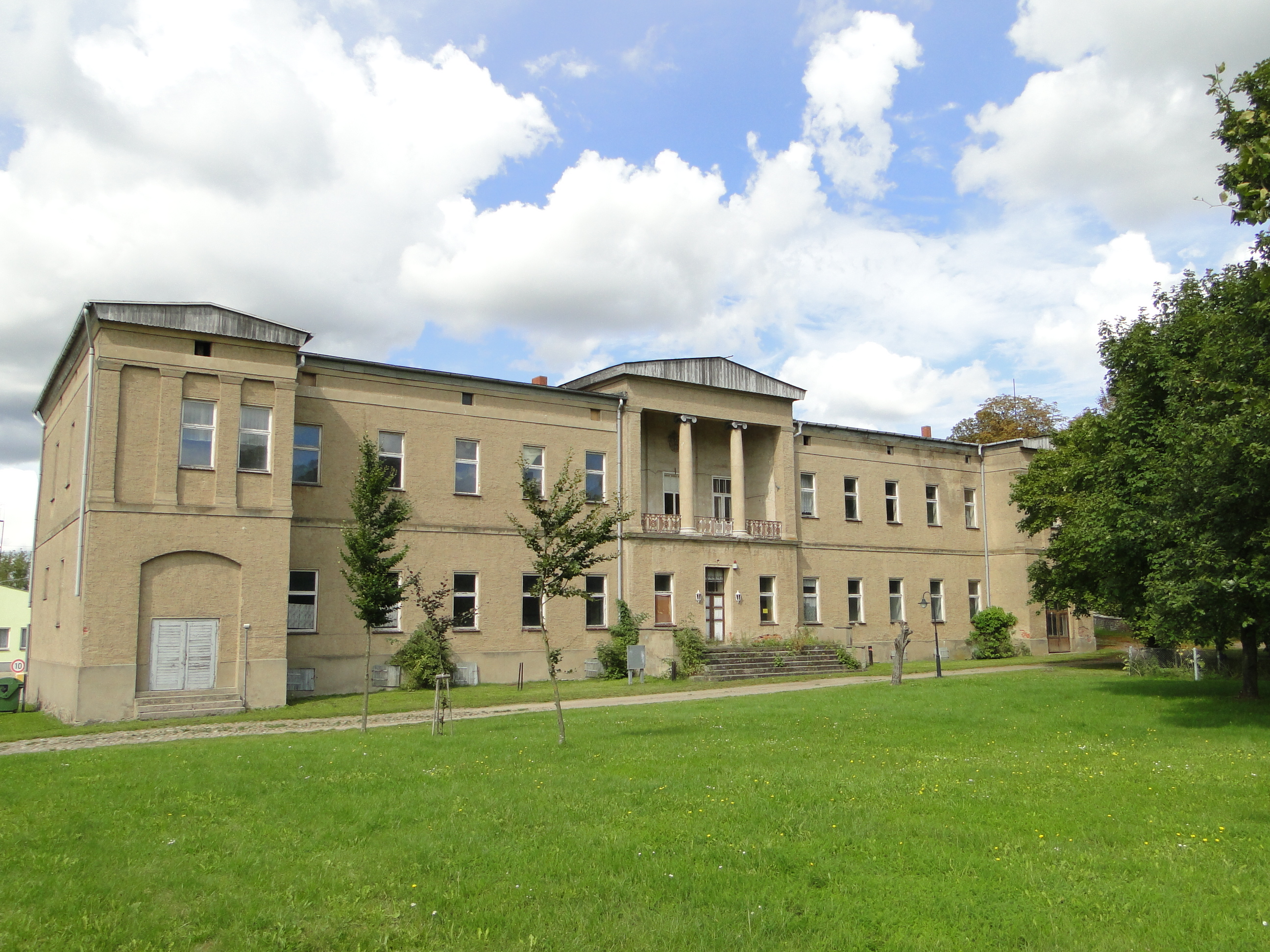
Landhuis in Mollenstorf